# Gare de Pleudihen
La gare de Pleudihen est une gare ferroviaire française de la ligne de Lison à Lamballe, située sur le territoire de la commune de Pleudihen-sur-Rance, dans le département des Côtes-d'Armor, en région Bretagne.
Elle est mise en service en 1879, par la Compagnie des chemins de fer de l'Ouest. C'est aujourd'hui une halte ferroviaire de la Société nationale des chemins de fer français (SNCF) desservie par des trains express régionaux TER Bretagne circulant entre Dinan et Dol-de-Bretagne.

## Situation ferroviaire
Établie à 33 m d'altitude, la gare de Pleudihen est située au point kilométrique (PK) 155,884 de la ligne de Lison à Lamballe, entre les gares de  Miniac et de  La Hisse.

## Histoire
La section à voie unique de la gare de Dol-de-Bretagne à la gare de Lamballe, sur laquelle se situe la gare de Pleudihen, est mise en service le 29 décembre 1879, par la compagnie des chemins de fer de l'Ouest.
Le 15 mars 2007, le conseil municipal vote le projet de réhabilitation et remise en état de l'ancien bâtiment voyageurs fermé depuis quelques années. Loué à l'Office de HLM il doit y être aménagé deux logements sociaux. En juillet 2010, le bâtiment est rouvert dans sa nouvelle fonction sociale.

## Fréquentation
De 2015 à 2023, selon les estimations de la SNCF, la fréquentation annuelle de la gare s'élève aux nombres indiqués dans le tableau ci-dessous.
| Année     | 2015  | 2016  | 2017  | 2018  | 2019 | 2020  | 2021  | 2022  | 2023  |
| --------- | ----- | ----- | ----- | ----- | ---- | ----- | ----- | ----- | ----- |
| Voyageurs | 1 588 | 2 380 | 1 538 | 1 157 | 835  | 1 007 | 1 408 | 2 341 | 3 442 |

## Service des voyageurs

### Accueil
Halte SNCF, c'est un point d'arrêt non géré (PANG), elle dispose de panneaux d'informations et d'un abri de quai.
Le nom officiel de la gare ne comporte pas la deuxième partie du nom composant la commune desservie, « -sur-Rance »,, tout comme les fiches horaires,, bien qu’elle soit baptisée « Halte ferroviaire de Pleudihen-sur-Rance »' sur le site TER internet de la Région.

### Desserte
Pleudihen est desservie par des trains TER Bretagne, circulant entre Dinan et Dol-de-Bretagne.